# Camponotus bispinosus
Camponotus bispinosus é uma espécie de inseto do gênero Camponotus, pertencente à família Formicidae.